# Norman Z. McLeod
Norman Z. McLeod (Grayling, Michigan, 20 de setembre de 1898 − Hollywood, Califòrnia, 27 de gener de 1964) va ser un director de cinema i guionista estatunidenc.

## Biografia
McLeod va néixer a Grayling, Michigan, al si d'una família sense cap mena de passat en el negoci de l'espectacle (el seu pare era un pastor evangelista). Després d'estudiar en la Universitat de Washington es va allistar com a pilot en la Primera Guerra Mundial on va servir dos anys a França com a pilot de combat. En finalitzar la guerra es va dirigir a Hollywood on va treballar com animador durant tota la dècada dels anys 20, cosa que li donaria l'experiència necessària per a la comèdia que desenvoluparia després, especialment amb el que va aprendre en passar a treballar per a la companyia Christie Film, especialitzada en curtmetratges còmics.
Considerat un dels grans noms dels primers anys de la comèdia de Hollywood, el seu primer gran èxit li va arribar el 1928 amb el llargmetratge Taking a Chance, per a 20th Century Fox, encara que un any anterior havia estat assistent del director a Ales. Però va ser a la Paramount on va dirigir dues de les seves pel·lícules més memorables: Pistolers d'aigua dolça el 1931 i Horse Feathers el 1932, dues de les primeres pel·lícules dels Germans Marx, del millor de la carrera del grup còmic i que influirien notablement en l'estil de comèdia de l'estudi. Altres treballs importants van ser It's a Gift, amb W.C. Fields, Topper, amb Cary Grant o The Secret Life of Walter Mitty, amb Danny Kaye.
McLeod va estar casat amb Evelyn Ward. Va morir a Hollywood, Califòrnia, als 65 anys d'una apoplexia i té una estrella en el Passeig de la Fama de Hollywood.

## Filmografia
Com a director
- 1928: Taking a Chance
- 1930: Along Came Youth
- 1931: Finn and Hattie
- 1931: Pistolers d'aigua dolça (Monkey Business)
- 1931: Touchdown
- 1932: The Miracle Man
- 1932: Horse Feathers
- 1932: If I Had a Million, film col·lectiu
- 1933: A Lady's Profession
- 1933: Mama Loves Papa
- 1933:  Alice in Wonderland (Alice in Wonderland)
- 1934: Melody in Spring
- 1934: Many Happy Returns
- 1934: It's a Gift
- 1934: Little Men
- 1935: Redheads on Parade
- 1935: Here Comes Cookie
- 1935: Coronado
- 1936: Early to Bed
- 1936: Pennies from Heaven
- 1936: Mind Your Own Business
- 1937: Topper
- 1938: Merrily We Live
- 1938: There Goes My Heart
- 1938: Topper Takes a Trip
- 1939: Remember?
- 1940: Little Men
- 1941: The Trial of Mary Dugan
- 1941: Lady Be Good
- 1942: Jackass Mail
- 1942: Panama Hattie
- 1943: The Powers Girl
- 1943: Swing Shift Maisie
- 1944: The Canterville Ghost codirigida amb Jules Dassin
- 1946: L'admiració de Brooklyn (The Kid from Brooklyn)
- 1947: La vida secreta de Walter Mitty (The Secret Life of Walter Mitty)
- 1947: Road to Rio
- 1948: Isn't It Romantic?
- 1948: The Paleface
- 1950: Let's Dance
- 1951: My Favorite Spy
- 1952: Never Wave at a WAC
- 1954: La gran nit de Casanova (Casanova's Big Night)
- 1957: Public Pigeon No. One
- 1959: Alias Jesse James
- 1960: Celebrity Golf (sèrie TV)
- 1960: Ben Blue's Brothers (TV)

Com guionista
- 1927: Two Flaming Youths
- 1928: None But the Brave
- 1928: The Air Circus
- 1931: Skippy
- 1931: Sooky
- 1939: Remember?